# Rapoto II. (Ortenburg)

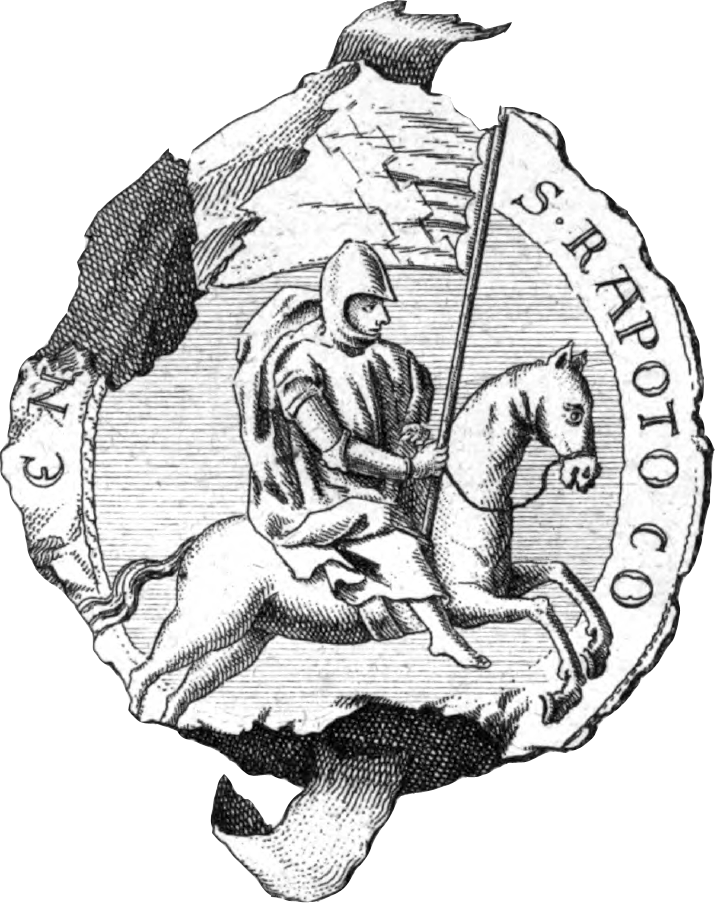
Das Reitersiegel des späteren bayerischen Pfalzgrafen Rapotos II. von Ortenburg aus dem Jahre 1190.

Rapoto II. († 19. März 1231) war erstgeborener Sohn des Grafen Rapoto I. von Ortenburg und stammte somit aus dem Hause der Ortenburger.

## Leben und Wirken
Rapoto II. und sein jüngerer Bruder Heinrich I. waren dank der hohen Stellung der Familie im Reich sehr bekannt. Beide wurden gemeinsam mit den Söhnen Kaiser Friedrichs I. auf dem Reichstag in Mainz im Jahre 1184 zum Ritter geschlagen.
Gemeinsam mit seinem Bruder betrieb Rapoto die stetige Expansion ihres Herrschaftsraumes voran. Dabei erkauften sie sich nicht nur neue Besitztümer, sondern brachten den Besitz edelfreier Geschlechter auch durch Usurpation an sich, so unter anderem im Jahre 1190 den Besitz der Familien Massinger und Redinger.
Nach dem Tode des Vaters Rapoto I. im Jahre 1186 verwalteten die Brüder die Besitzungen erst gemeinsam. Nach dem Aussterben der Grafen von Sulzbach und dem damit verbundenen Erbfall von 1188 teilten Rapoto und Heinrich ihre Besitzungen auf. Rapoto erhielt dabei die oberbayerische Grafschaft Kraiburg-Marquartstein mit dem Ort Kraiburg als Kern sowie die Besitzungen im Rottal und im Rottachgau. Bis in das Jahr 1240 versuchten er und sein Nachfolger, sein Sohn Rapoto III., ihren Besitz stets weiter auszubauen.
Diese Expansionen führten bald zu zahlreichen Konflikten mit den Nachbarn. So kam es unter anderem 1192 zur ersten blutigen Fehde, wobei große Teile zwischen Donau und Inn gebrandschatzt wurden. Der Konflikt reichte aber über die Grenzen Ostbayerns hinaus. Grund waren wahrscheinlich strittige Landes- sowie Jagdgrenzen und das Erbe der Grafen von Sulzbach. Hierbei wurde die Stammburg, Burg Ortenburg, zerstört. Erst das Eingreifen Kaiser Heinrichs VI. beendete den blutigen Krieg. Graf Albert wurde zur Bestrafung nach Apulien verbannt, und Herzog Ottokar von Böhmen verlor sogar sein Herzogtum.
Ebenso in den Jahren 1199, 1212 und 1226 kam es zu äußerst blutigen Auseinandersetzungen mit den Nachbarn. Hierbei wurden zahlreiche Dörfer in Bayern, Böhmen und Österreich gebrandschatzt.
Im Jahr 1200 erwarb Rapoto den Besitz der Edelfreien von Rotter und festigte damit seine Macht an der Rott.
1208 wurde Pfalzgraf Otto VIII. aufgrund des Mordes an König Philipp von Schwaben seines Amtes enthoben und mit der Reichsacht belegt. Den Grafen von Andechs wurde dabei eine Mitwirkung unterstellt. Herzog Ludwig der Kelheimer reagierte sofort darauf und besetzte deren Besitzungen in Oberbayern. Rapoto II. besetzte die Andechser Besitzungen um Neuburg am Inn und erlangte somit das Kernland der ehemaligen Feinde der Grafen von Vornbach. Die reichen Besitzungen scheinen ihm verblieben zu sein, da er das Grafenrecht am Inn seit diesem Zeitpunkt ausübte. Im selben Jahr erhielt Rapoto II. das Pfalzgrafenamt von Bayern verliehen. Dieses Amt machte ihn zum zweitmächtigsten Mann im Herzogtum Bayern und ebenso zum Stellvertreter des Herzoges. Sein Amt übte er von seiner Burg Kraiburg aus.
Im Jahre 1217 erwarb Rapoto II. die reichen Besitzungen der Familie Griesbach-Waxenberg. Mit diesen reichen Gütern in der Hand begann er eine umfangreiche Neustrukturierung seines Herrschaftsraumes, worin Griesbach ein neuer zentraler Ort und die Burg zur Gerichtsstätte wurde. Hiermit fand die Ortenburger Expansion einen ersten Abschluss. Die Grundlage des Besitzes der Grafen war jedoch kein Erbe von Vorfahren, sondern eine völlige Neubildung des 12. und 13. Jahrhunderts, deren wichtigste Grundlage nicht wie früher die Verleihung von Gerichtsrechten waren, sondern auf Vogteirechte basierte.
Im Jahre 1229 waren Rapoto II. und sein Bruder Heinrich auf Reise nach Italien. Sie folgten dabei dem Ruf Kaiser Friedrichs, um an Aussöhnungsverhandlungen des Kaisers mit Papst Gregor IX. teilzunehmen. Beide sind im zweiten Friedensschluss von San Germano als Zeugen vermerkt.
Zusammen mit seinem Bruder Graf Heinrich und seinem Vetter Herzog Bernhard von Kärnten war Rapoto II. mehrfach im Dienste des Reiches für Kaiser Heinrich VI., König Otto IV. sowie für Kaiser Friedrich II. tätig.
Ebenso stand er im Dienste des Herzoges Ludwig I. von Bayern.
In Kraiburg am Inn ist heute die Graf-Rapoto-Straße nach ihm, seinem Vater und seinem Sohn benannt.

## Nachkommen
Rapoto II. war mit Udilhild, Tochter des Grafen Albert von Dillingen verheiratet. Aus dieser Ehe entstammen folgende Kinder:
- Rapoto III. († 4. Juni 1248), Pfalzgraf von Bayern, Graf zu Ortenburg und Kraiburg ⚭ Adelheid, Gräfin von Zollern, Tochter des Burggrafen Konrad von Zollern
- Elisabeth († 29. Dezember 1274) ⚭ Friedrich II., Landgraf von Leuchtenberg
- NN Tochter Rapotos, ⚭ Ludwig IV., Graf von Oettingen

Umstritten ist die Nachkommenschaft folgenden Kindes:
- Friedrich († 4. August 1239) als Friedrich III. von 1231 bis 1239 Propst des Klosterstifts Berchtesgaden[2]